# Pedras Salgadas
Pedras Salgadas (dt.: Salzige Steine) ist eine Kleinstadt (Vila) in der Gemeinde Bornes de Aguiar, im nordportugiesischen Kreis von Vila Pouca de Aguiar.

## Geschichte
Bereits die hier siedelnden Römer, die für ihre Minen (unter anderem in Tresminas) ein Wasserversorgungssystem anlegten, erkannten und nutzten die Heilkräfte der Thermalquellen. Seit dem 11. Jahrhundert gibt es Berichte über die medizinische Verwendung des hiesigen Wassers.
Im Jahr 1871 bestätigte der Arzt Júlio Rodrigues offiziell die Heilwirkung des Wassers, und es erhielt auf der Weltausstellung 1873 in Wien eine Auszeichnung. 1874 gründete sich daraufhin das Unternehmen Companhia Águas de Pedras Salgadas, die das Wasser fortan vertrieb. Mit der Fertigstellung der industriellen Abfüllanlagen 1893 weitete sich die Kommerzialisierung des Mineralwassers deutlich aus, das eine Vielzahl von Auszeichnungen erhielt, und so maßgeblich zur Bekanntheit des Ortes beitrug.
1879 war das Thermalbad regulär eröffnet worden. Es entwickelte sich in der Folge zu einem bekannten Kurort in Portugal. Besondere Entwicklungsstationen waren der längere Aufenthalt des Königs Manuel II. im Jahr 1906, der Anschluss an die Eisenbahnlinie Linha do Corgo im Jahr 1907 und die Eröffnung des Casinos 1910, das jedoch keine Glücksspiel-Konzession erhielt.

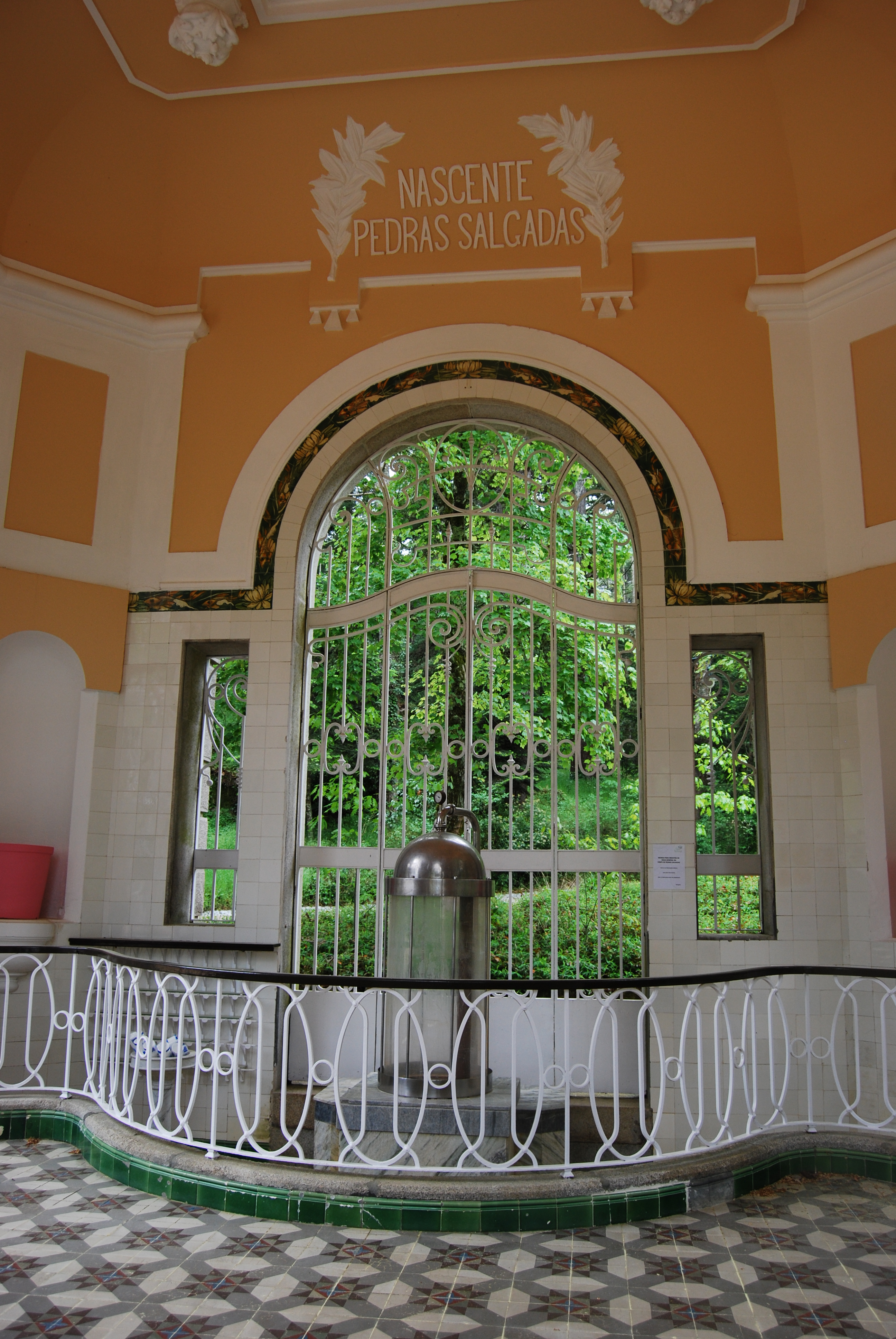
Im historischen Wasserhaus des Thermalbads

1999 wurde der Ort zur Vila (Kleinstadt) erhoben.
Im Zuge der Privatisierungen und Fusionen, die auch im Thermalbadbereich in Portugal seit den 1990er Jahren stattfanden, wechselten die Quellen mehrmals den Besitzer. Sie gehören heute der Unicer-Gruppe. 2009 wurde das Thermalbad als Pedras Salgadas Spa & Nature Park neueröffnet, unter anderem mit dem Spa Termal des Architekten Álvaro Siza Vieira, und den sieben ökologischen Gästehäusern (Eco houses) des Architekten Luís Rebelo de Andrade, welche international ausgezeichnet wurden.

## Kultur und Sehenswürdigkeiten
Das Thermalbad und seine Einrichtungen und Parks sind Hauptanziehungspunkt für Besucher.
Die Kirche Capela de Pedras Salgadas (auch Capela de São Martinho) aus dem 19. Jahrhundert steht unter Denkmalschutz, ebenso das historische Gebäude der Grundschule, und der 1907 eröffnete Bahnhof des Ortes.

## Wirtschaft
Der Fremdenverkehr hat für den Ort wesentliche Bedeutung, bedingt durch die Thermalquellen. Das hier abgefüllte Mineralwasser gleichen Namens wird landesweit und international vertrieben. Es gilt heute als das bekannteste Mineralwasser Portugals.